# 拉科克
拉科克（英語：Lacock）是英格兰威尔特郡奇彭纳姆镇以南3英里（5公里）的一个村庄和民政教区 。几乎全村都由國家名勝古蹟信託拥有。由于其未受破坏的外观, 吸引了许多游客。
A350公路和 埃文河从北向南纵贯该村。
每年在拉科克举行稻草人节。筹集的所有资金都捐给拉科克小学。

## 建筑
村里大多数房屋都是十八世纪或更早的建筑。拉科克修道院等五座列为I级登录建筑。

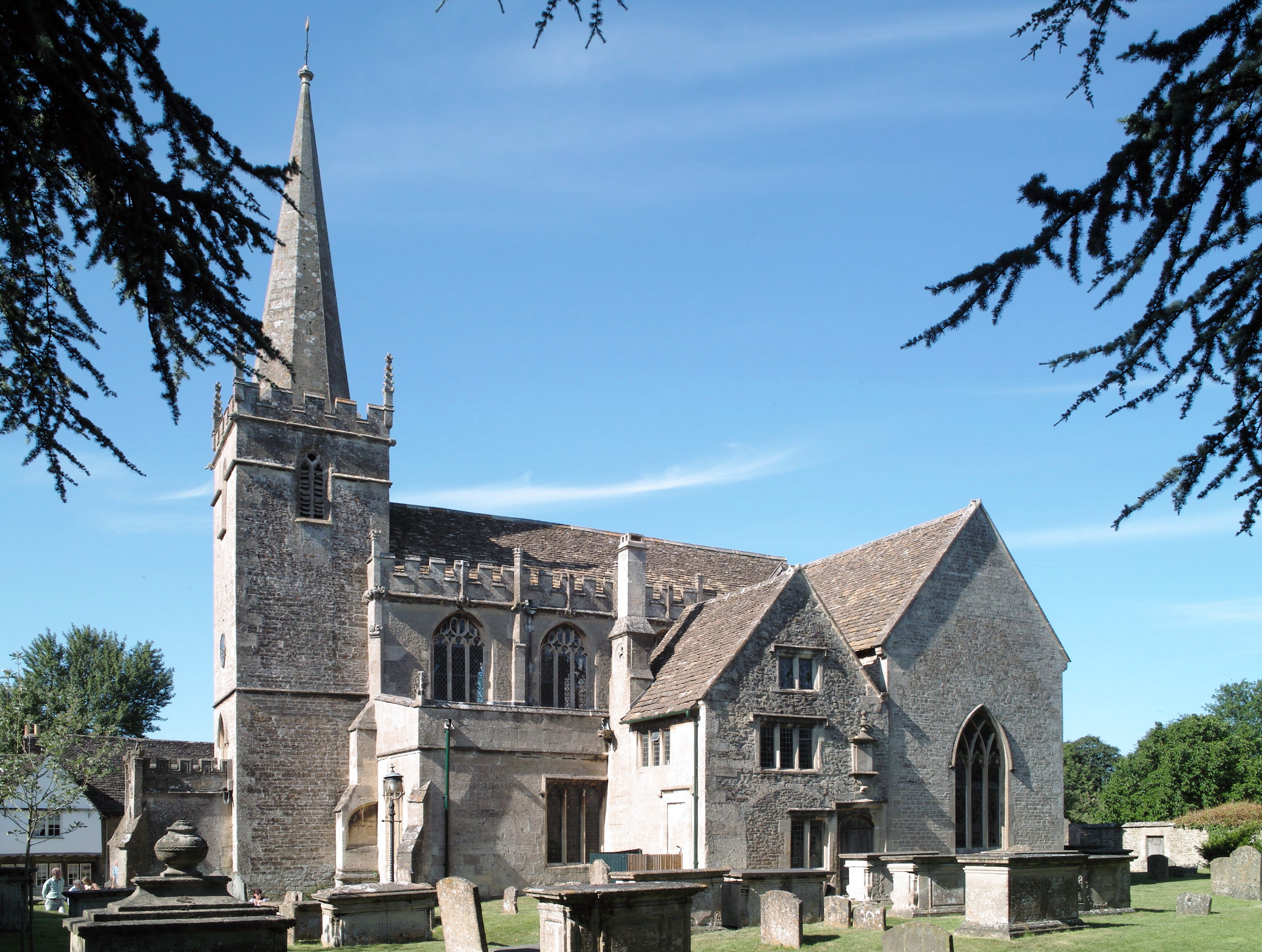

有四座 II*级登录建筑。

## 拍摄地点
有若干部电影和电视在此拍摄，其中包括1995年BBC制作的《傲慢與偏見》、2007 年BBC制作的《克兰弗德》以及2015年的《唐顿庄园》。它也在哈利波特系列電影 《哈利·波特与魔法石》和《哈利·波特与“混血王子”》中作了简短的露面。